# ランド空港
ランド空港（英語: Rand Airport）は、南アフリカ共和国ハウテン州エクルレニ都市圏にある空港。

## 概要
当初はヨハネスブルグ近郊の主要空港として開業したが、ヨハネスブルグ国際空港の開業に伴い、国内線およびチャーター機の発着空港として利用されている。